# 1-Нафтол
1-Нафто́л (α-нафтол, 1-оксинафталин) — органическое соединение с химической формулой C10H8O, представитель класса нафтолов, вместе с 2-нафтолом является одним из двух возможных изомеров мононафтола. Используется как промежуточный продукт в органическом синтезе.

## Физические свойства
Белые или желтоватые кристаллы со слабым запахом фенола. Молярная масса — 144,16 г/моль. Температура плавления = 96,1 °C, кипения = 288 °C (с возгоранием), вспышки = 148 °C. Относительная плотность {\displaystyle d_{4}^{20}} = 1,224. Растворим в спирте, хлороформе, ацетоне, растворах щелочей. Плохо растворим в воде.

## Химические свойства
Проявляет свойства фенолов. Образует водорастворимые соли в растворах щелочей, ацетильные производные с ангидридами и хлорангидридами, эфиры со спиртами в присутствии сильных кислот (например, соляной или серной).
Вступает в реакцию Бухерера-Лепти: при нагревании с бисульфитом натрия и аммиаком образуется бисульфитное производное, которое, реагируя с избытком аммиака, превращается в 1-нафтиламин.
Легко вступает в реакции электрофильного замещения.
При галогенировании:
- гипохлоритом натрия образует 2-хлор-1-нафтол;
- сульфурилхлоридом образует 4-хлор-1-нафтол.

При сульфировании:
- концентрированной серной кислотой даёт 1-гидроксинафталин-2-сульфокислоту с примесями 4-гидроксинафталин-1-сульфокислоты;
- двойным эквивалентом концентрированной серной кислотой даёт 4-гидроксинафталин-1,3-дисульфокислоту.

При нитровании концентрированной азотной кислотой:
- в среде уксусной кислоты нитрогруппа входит в положение 2;
- в среде хлороформа нитрогруппа входит в положение 2 и 4.

1-Нафтол сочетается с диазосоединениями сначала по положению 4, затем — по положению 2.
При гидрировании 1-нафтола:
- в кислой среде при температуре 70 °C и давлении 0,3 МПа с использованием платинового катализатора даёт 5-гидрокситетралин;
- в щелочной среде с использованием никелевого или палладиево-угольного катализатора при температуре 60—70 °C и давлении 1,2—1,4 МПа даёт 1-гидрокситетралин.

В процессе цветного фотографического проявления может использоваться как цветообразующая компонента, образуя индофеноловые красители. В частности, в случае использования в качестве цветного проявляющего вещества N,N-диметил-п-фенилендиамина образуется индофеноловый синий:
 + 4 AgBr +  {\displaystyle {\ce {->}}}  + 4 Ag + 4 HBr
Несмотря на то, что 1-нафтол не является проявляющим веществом классической структуры, про него известно, что он может проявлять хлоросеребряные фотобумаги, а в сильнощелочных растворах он окисляется до активных проявляющих веществ, таких как нафтогидрохинон и димерный 4,4’-дигидроксибинафтил.

## Нахождение в природе
В небольших количествах содержится в каменноугольной смоле.

## Получение
Получают:
- гидролизом 1-нафтиламина;
- окислением тетралина, затем получившийся тетралон дегидрируют.

## Применение
Используется в органическом синтезе для получения нафтолсульфокислот, галогенных и нитро- производных нафтолов. Также используется в производстве азокрасителей.
Применялся в фотографии как голубая диффундирующая цветообразующая компонента.
От 1-Нафтола получают реактив в микроскопии 2,4-Дихлор-1-нафтол.